# Collège communautaire de Middlesex (Massachusetts)
Pour les articles homonymes, voir Middlesex.
Le Collège communautaire de Middlesex (en anglais le Middlesex Community College) est un collège communautaire public avec deux campus situés à Lowell et à Bedford, dans l'état du Massachusetts, aux États-Unis.

## Description
Fondé en 1970, le Collège communautaire de Middlesex est devenu l'un des plus grands collèges communautaires du Massachusetts, avec deux campus distincts, l'un à Bedford et l'autre au centre de la ville de Lowell. À compter de l'année académique 2014-2015, le collège totalise plus de 13 000 étudiants dans des programmes à crédit et 7 000 étudiants dans des programmes sans crédit.